# ADO Interieurtextiel bv
ADO International , sedert 2014:  ADO Goldkante, is een Duits bedrijf in interieurtextiel zoals gordijnen en vitrages.

## Bedrijfsgeschiedenis
Het bedrijf werd in 1954 opgericht door Hubert Wulf en vernoemd naar de vestigingsplaats Aschendorf bij Papenburg in Noord-Duitsland  waar ook het hoofdkantoor en de fabriek gevestigd waren. Het hoofdkantoor van ADO Nederland stond tot 30 april 2012 in Winschoten. Nadat Artex begin september 2011 ADO Nederland had overgenomen, verhuisde het bedrijf op 1 mei 2012 naar Aarle-Rixtel. "ADO Interieurtextiel bv" is de officiële naam waaronder ADO in Nederland bekend is. De Duitse hoofdtak van ADO ging in de periode 2008 - 2014 ten onder. In 2008 werd de eigen fabriek te Aschendorf , waar tot dan toe 550 mensen hadden gewerkt, gesloten. Enkele onderdelen van het bedrijf werden onder een tussenholding met de naam Bothorn geplaatst,  maakten doorstarts onder andere eigenaren, maar gingen rond 2012 alle failliet. In 2014 werden de wereldwijde rechten op de merknaam en dergelijke verkocht aan een groothandel te Oberursel met de naam Zimmer + Rohde.
Het bedrijf Bothorn te Aschendorf heeft zich na 2008, o.a. onder de merknaam Lysander, toegelegd op, grotendeels uit textiel bestaande, halfproducten voor de auto-industrie, maar dit is geen groot bedrijf meer..

## Productie
ADO had tot  het gehele productieproces in eigen beheer. Het was onderverdeeld in de volgende activiteiten: het ontwerp, het maken van het garen, het spinnen, twijnen, weven, verven, veredelen, bedrukken, laseren en alle andere soorten nabewerking. De productie vond plaats op enkele plaatsen in de wereld: Duitsland, Indonesië, Verenigde Staten, Zuid-Afrika en Australië. De productontwikkeling was echter gedecentraliseerd, omdat elk land zijn eigen cultuur heeft.

## Reclame en productherkenbaarheid
In de jaren zeventig en tachtig van de twintigste eeuw werden er op de Nederlandse televisie reclames uitgezonden voor ADO. Hierin werd de vitrage altijd aangeprezen met de zin "ADO, de vitrage met de gouden draad". ADO weeft namelijk ter herkenning van het product standaard een strookje goudkleurig plastic laminaat in de zoom van de vitrage, bij de loodveter die ter verzwaring onderaan de vitrage zit. Tussen 2005 en 2020 is het (door de onderneming zelf rond 2005 voor verouderd gehouden) productaanbod geleidelijk sterk gewijzigd.
De onderneming maakt geen op consumenten in Nederland en België gerichte reclame meer. Wel worden de producten nog via Nederlandse en Belgische interieurwinkels verkocht.